# Xanım Balacayeva

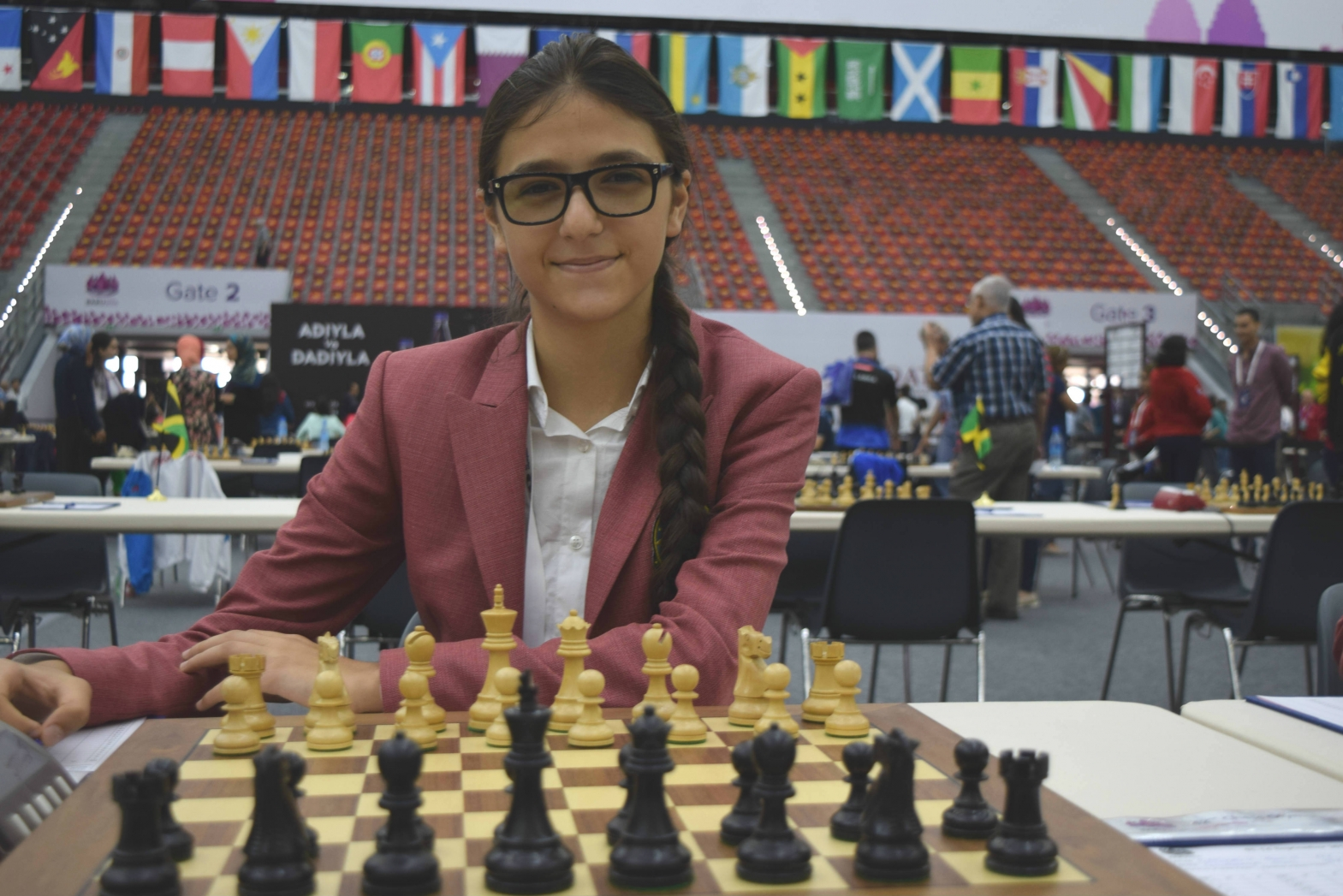
Xanım Balacayeva bij de Schaakolympiade 2016

Xanım Balacayeva (Qax, 28 maart 2001) is een Azerbeidzjaanse schaakster. Sinds 2019 heeft ze de titel grootmeester bij de vrouwen (WGM).

## Individuele resultaten
In februari 2018 won Balacayeva het nationale vrouwenkampioenschap van Azerbeidzjan, ze had een hogere tie-break score dan Gunay Mammadzada; beide speelsters behaalden 6½ pt. uit 9.
In november 2018 was haar Elo-rating 2397. 

## Nationale teams
Op de 42e Schaakolympiade, gehouden in Bakoe, Azerbeidzjan, in september 2016, had organiserend land Azerbeidzjan het recht om deel te nemen met drie teams. Balacayeva speelde aan het tweede bord van het derde Azerbeidzjaanse team op het vrouwentoernooi. Het team eindigde als 30e, Balacayeva behaalde 7½ pt. uit 11 partijen.
In 2017 nam ze met het Azerbeidzjaanse vrouwenteam deel aan het Wereldkampioenschap schaken voor landenteams, dat werd gehouden in Khanty-Mansiysk, Rusland.
Op de 43e Schaakolympiade, gehouden in september–oktober 2018 in Batoemi, Georgië, speelde Balacayeva als lid van het Azerbeidzjaanse vrouwenteam aan het derde bord, waar ze 7 pt. uit 9 behaalde. Op basis van haar performance rating 2522 ontving ze de gouden medaille voor het derde bord. Het team eindigde op de 10e plaats.

## Externe koppelingen
- (en)   Informatie over schaakpartijen van Xanım Balacayeva op ChessGames.com
- (en)   Informatie over schaakpartijen van Xanım Balacayeva op 365chess.com
- (en)  FIDE-ratinggegevens voor Xanım Balacayeva